# Isidre Reventós
Isidre Reventós i Amiguet (Barcelona, 24 de junio de 1849 - 3 de julio de 1911) fue un poeta, publicista y maestro mayor de obras español. Desde su juventud, mostró su entusiasmo por la literatura catalana y por los ideales regionalistas, de los que fue un firme e incansable adalid desde las agrupaciones Jove Catalunya y otras similares. Colaboró en las revistas Lo Gay Saber, La Gramalla, La Renaixensa y La Ilustració Catalana, y fue fundador de otras, como La Llar y La Família Cristiana, que en los años 1874 y 1875 aparecieron en Barcelona con carácter exclusivamente literario.

## Obras
Verdadero poeta lírico, su maestro y modelo fue siempre el poeta latino Píndaro, del que imitó las audacias conceptuales y su pomposa entonación. Entre sus títulos cabe destacar:
- Al segle XIX;
- A la rassa llatina;
- Fantasia;
- L'ángel caygut.

Desde 1873, cuando se dio a conocer con su poema La Joven Cataluña, hasta 1885, en qué enmudeció definitivamente su lira, logró en los Juegos Florales de Barcelona las más altas recompensas, como la Englatina de Oro. También fue premiado con La Misteriosa (1876-78), en los Juegos Florales de la Juventud Católica de Barcelona (1885) y en los de Montpellier y la Asociación Literaria de Gerona.
Tradujo, en colaboración con Francesch Matheu, Los besos, de Johann Segundo, el poeta del Renacimiento flamenco, en edición de bibliófilo, hoy rarísima. Fue con el mismo Matheu, el iniciador de la publicación del libro del amor, compuesto de poesías amorosas de todos los poetas catalanes, que se imprimía y regalaba a las señoras que concurrían a la velada que cada año se celebraba en el Salón del Consejo de Ciento de Barcelona, en honor a los poetas premiados durante los Juegos Florales.
También ejerció la crítica de teatro, publicando en La Renaixensa (1876-1878) acertados estudios sobre la dramaturgia catalana moderna, con el pseudónimo de Clarci i Franch. Fue mantenidor de los Juegos Florales en 1889 y 1911. La revista la Ilustració Catalana, de Barcelona, en 1912, publicó en un volumen titulado Flores y Llantos, las composiciones poéticas de Reventós. Escribió algunas composiciones poéticas en lengua castellana, que solía firmar con el pseudónimo J. Colomines i Ferrant. Destacan en este género varios cantos amorosos, muchos de los cuales quedaron inéditos.